# Zweiter Schall
Als zweiten Schall bezeichnet man ein quantenmechanisches Phänomen, bei dem in Suprafluiden Temperatur- oder Entropie-Wellen erzeugt werden können. Der Wärmetransport erfolgt hier nicht wie üblich durch Diffusion, sondern durch Temperatur-Pulse mit Wellencharakter. Der Name rührt daher, dass die beteiligten Phononen, deren Bewegung sich ohnehin wellenförmig fortpflanzt, beim Temperaturpuls zusätzlich in Dichtewellen auftreten. Daher könnte man auch vom Schall im Schall sprechen. Der Effekt wurde bisher lediglich bei 3He, 4He und 6Li beobachtet, jeweils unterhalb des Lambdapunktes.

## Helium II
Bei Temperaturen unterhalb von 2,1768 K besitzt 4He einen suprafluiden Zustand, zeigt eine nahezu ideale Wärmeleitung und wird als Helium II bezeichnet. Bei Temperaturen, die gegen den absoluten Temperaturnullpunkt (0 K) streben, nimmt auch die Geschwindigkeit der Temperatur- oder Entropie-Wellen zu, die neben herkömmlichen Schallwellen vorhanden sind. Diese können am besten in einem Resonator erzeugt und beobachtet werden. Dabei befindet sich das Helium in einem makroskopischen Quantenzustand. Bei einer Temperatur von 1,8 K bewegt sich eine Temperaturwelle mit etwa 20 m/s durch die Flüssigkeit.

## Andere Elementenisotope
Bei 3He kann der zweite Schall unterhalb von 2,5 mK beobachtet werden.